# Jakub (Maskajew)
Jakub, imię świeckie Jakow Iwanowicz Maskajew (ur. 1 października?/13 października 1879 w Uralsku, zm. 1937 w Barnaule) – rosyjski biskup prawosławny, święty prawosławny.

## Życiorys
Pochodził z rodziny chłopskiej. W 1901 ukończył seminarium duchowne w Orenburgu. Będąc słuchaczem ostatniego roku ożenił się z Walentiną, osieroconą dziewczyną wychowywaną przez jednego z miejscowych duchownych prawosławnych. W 1901 urodził się jego pierwszy syn Boris. W tym samym roku został wyświęcony na kapłana i został proboszczem parafii we wsi Zubowo. W swojej parafii wzniósł nową cerkiew oraz szkołę parafialną. W czasie wojny rosyjsko-japońskiej oraz I wojny światowej prowadził zbiórki pieniędzy na potrzeby armii rosyjskiej. W 1915 został nagrodzony prawem noszenia kamiławki, a następnie podniesiony do godności protoprezbitera. Jakow i Walentina Maskajewowie mieli łącznie dziewięcioro dzieci. W 1918 żona przyszłego duchownego zmarła przy porodzie.
W 1923 zjazd duchowieństwa i wiernych eparchii orenburskiej pod przewodnictwem jej ordynariusza, biskupa Arystarcha, wybrał go na biskupa orskiego, wikariusza eparchii orenburskiej. Złożył wówczas wieczyste śluby mnisze, zachowując dotychczasowe imię. Jego chirotonię biskupią przeprowadzili biskupi Antoni (Granowski) i Włodzimierz (Sokołowski-Awtonomow). Jakub (Maskajew) nie zdawał sobie sprawy, że biskup Antonin był już wtedy jednym z liderów Żywej Cerkwi, suspendowanym przez patriarchę Tichona. Sam biskup orenburski Arystarch również dołączył do Żywej Cerkwi. W związku z tym zjazd duchowieństwa i delegatów parafialnych Orska wyraził wątpliwość co do kanoniczności chirotonii biskupa Jakuba i nakazał mu udać się do Moskwy, by uzyskać u patriarchy potwierdzenie jej ważności. Duchowny nie dojechał jednak do stolicy, gdyż został zatrzymany przez OGPU i zmuszony do powrotu. W tej sytuacji duchowieństwo Orska zgodziło się uznać go za kanonicznego zwierzchnika. Ostatecznie biskup Jakub skontaktował się z patriarchą listownie i po udzieleniu stosownych wyjaśnień uzyskał potwierdzenie kanoniczności swojej chirotonii.
W Orsku biskup Jakub zdecydowanie występował przeciwko Żywej Cerkwi. Z tego powodu został w 1925 aresztowany i skazany na zsyłkę. Po jej odbyciu w 1928 został biskupem ostaszkowskim, wikariuszem eparchii twerskiej i kaszyńskej. Po roku został przeniesiony do eparchii saratowskiej i wolskiej jako jej wikariusz z tytułem biskupa bałaszowskiego. 12 lutego 1930 został aresztowany w Bałaszowie razem z grupą piętnastu duchownych, mniszek i świeckich wiernych, a następnie skazany na trzy lata łagru. Karę odbywał początkowo w obozie w dawnym Monasterze Sołowieckim, a następnie w Kiemie. W 1932 został zesłany na trzy lata na Ural; zgodnie z decyzją zastępcy locum tenens Patriarchatu Moskiewskiego metropolity Sergiusza udał się do Barnaułu i został biskupem barnaułskim i bijskim. W 1933 otrzymał godność arcybiskupią.
W 1936 NKWD w Kraju Ałtajskim rozpoczęło masowe aresztowania duchowieństwa prawosławnego. We wrześniu tego roku arcybiskup Jakub został zatrzymany, uwięziony w Bijsku i oskarżony o kierowanie organizacją kontrrewolucyjną. W 1937 skazany na śmierć przez rozstrzelanie i stracony najprawdopodobniej w więzieniu w Barnaule, urządzonym w dawnym monasterze Narodzenia Matki Bożej. W 2000 ogłoszony świętym nowomęczennikiem.